# فرانتناک (کانزاس)
فرانتناک (به انگلیسی: Frontenac) شهری در ایالت کانزاس کشور ایالات متحده آمریکا است که جمعیت آن در سرشماری سال ۲۰۱۰ میلادی، ۳٬۴۳۷ نفر بوده‌است.